# 卫兴华
卫兴华（1925年10月6日—2019年12月6日），男，山西五台人，中国马克思主义经济学家。中国人民大学经济学系原主任、教授。

## 生平
1925年10月6日出生在山西省五台县的一个农民家庭。小学时曾被老师取名“卫显贵”，寓意荣华富贵。在读中学补习班时，他把名字改为“卫兴华”，立志抗击日寇、振兴中华。
1946年参加了中国共产党地下工作，1947年在解放区正式入党。后被捕入狱。出狱后转到北平继续从事地下工作，进入华北大学学习。1950年，中国人民大学在华北大学基础上组建成立。同年8月，他被选拔到新成立的政治经济教研室，成为马克思主义经济学的研究生。1952年毕业后留校任教，主要从事马克思主义经济学的研究与教学工作。1983年成为政治经济学专业的博士生导师。1986年3月至1993年10月担任《中国人民大学学报》主编。
2013年获得世界政治经济学学会马克思经济学奖。2015年12月获得第四届“吴玉章人文社会科学终身成就奖”。2016年4月，他将吴玉章终身成就奖100万元奖金全部捐给马克思主义政治经济学发展基金。2019年7月因病住院，期间还在病床上为期刊《教学与研究》撰稿和修改文章。
2019年9月获得“人民教育家”国家荣誉称号，以及“最美奋斗者”表彰称号。
2019年12月6日夜1:52分在北京逝世，享年95岁。

## 学术贡献
卫兴华在1950年代主要运用马克思主义的地租理论分析初级农业合作社的地租形态和土地报酬问题；运用马克思主义的价值规律理论，分析中国价格体系。1956年，纠正了学界在资本主义级差地租与绝对地租加总计算上存在的纰误。改革开放后，转向对社会主义经济理论与实践问题的研究，并系统研究中国特色社会主义政治经济学问题。
著有《卫兴华经济学文集》（三卷）、《政治经济学研究》（二卷）、《我国新经济体制的构造》、《市场功能与政府功能组合论》、《卫兴华经济文选》、《理论是非辨析》等专著。主编《政治经济学原理》等教材。